# Eustomias melanostigmoides
Eustomias melanostigmoides är en fiskart som beskrevs av Gibbs, Clarke och Gomon, 1983. Eustomias melanostigmoides ingår i släktet Eustomias och familjen Stomiidae. Inga underarter finns listade i Catalogue of Life.